# 水俣市土石流災害
水俣市土石流災害（みなまたしどせきりゅうさいがい）は、2003年（平成15年）7月20日4時15分頃に、熊本県水俣市で発生した土石流災害である。

## 概要

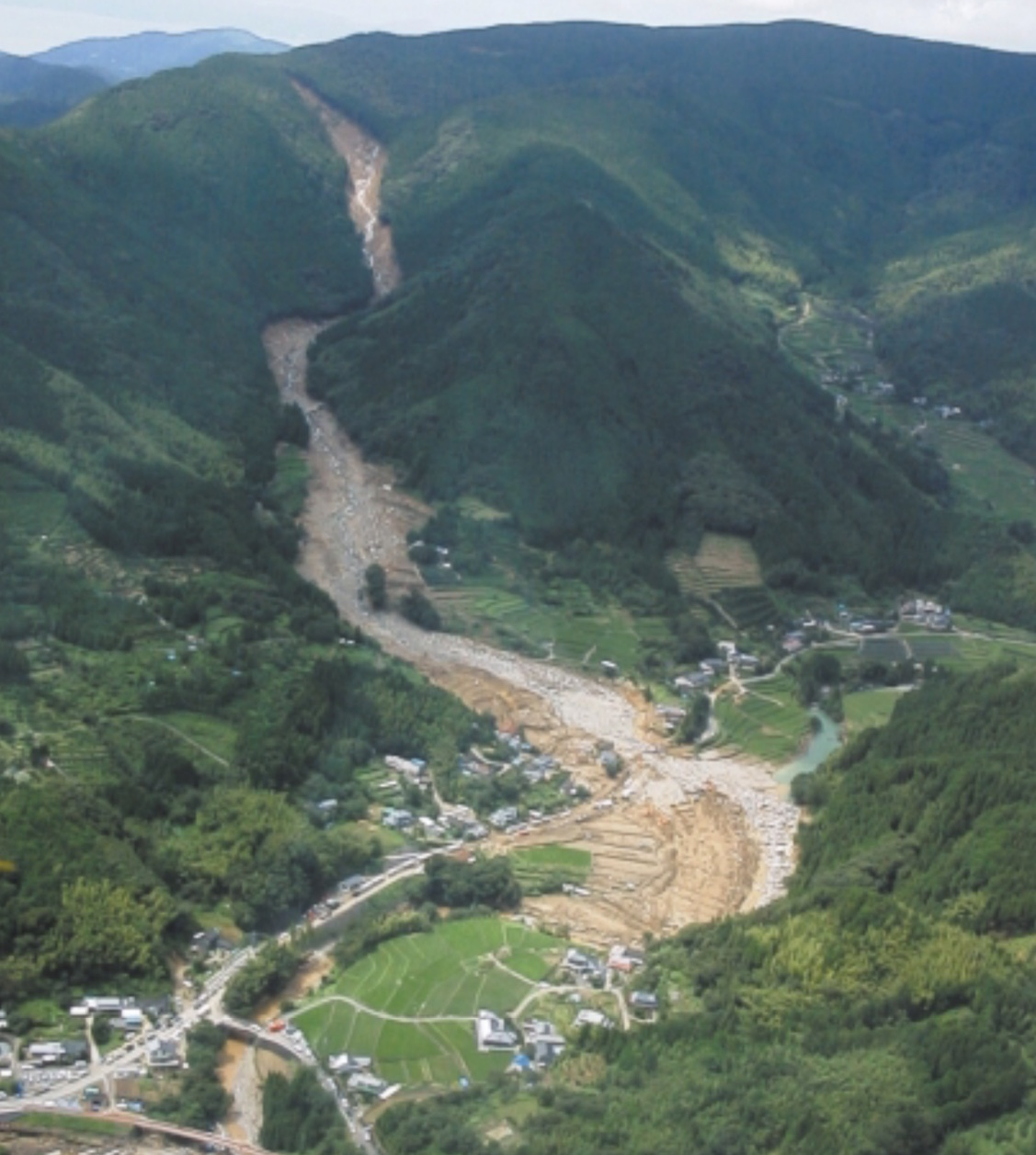
発生した土石流

水俣市では当時、梅雨前線・湿舌の影響で、1時間雨量72mm（アメダス、熊本県設置の深川雨量計では121mm）を記録するなど激しい豪雨であった。大規模な土石流は、市内の深川新屋敷地区と宝川内集地区の2箇所で発生し、19人が死亡、7人が負傷した。避難勧告の発令は遅れ、土石流が起きた後になって発令された。物的被害は県下50市町村で176億円に及んだ。日赤熊本救護班も出動した。
水俣市は、災害の反省・教訓を後世に伝えようと、『平成15年水俣土石流災害記録誌～災害の教訓を伝えるために～』と題する記録誌を作成している。
なお、土石流災害前後の7月18日から20日にかけて、九州では梅雨前線の影響で集中豪雨となっており、熊本県、鹿児島県、福岡県、長崎県の4県で合計23人が死亡している。
| 人的被害       | 死者19名（水俣市）                 | 重軽傷者７名（水俣市）                  |                                       |
| 住家被害       | 住宅全壊20棟（水俣市）             | 住宅半壊５棟（水俣市）                  | 床上浸水149棟（水俣市20、津奈木町８） |
| 住家被害       | 床下浸水354棟（水俣市68、津奈木町  | 家屋一部破損６棟（水俣市5、津奈木町１） |                                       |
| 非住家被害     | 公共施設16棟（水俣市               | その他35棟29、津奈木町６）              |                                       |
| 水道施設被害   | 上水道施設２施設（水俣市、芦北町） | 簡易水道等10施設（水俣市）              |                                       |
| 公共土木施設等 | 道路施設261箇所                    | 橋りょう施設５箇所                      | 砂防施設57箇所                        |
| 公共土木施設等 | 河川施設314箇所                    | その他12箇所                            |                                       |
| 教育施設被害   | 浸水被害２施設                     | 他の被害４施設                          |                                       |
| 農業被害       | 農地の流失、埋没等579箇所          | 農道、用排水路等の崩壊386箇所           | 農作物の被害16.7ha                    |
| 農業被害       | 農業施設19箇所                     |                                         |                                       |
| 林業被害       | 林道施設183箇所                    | 山地崩壊141箇所                         | 林産物（立木）121箇所                 |
| 林業被害       | 造林地５箇所                       | 治山施設４箇所                          |                                       |